# 142368 Majden
142368 Majden este un asteroid din centura principală de asteroizi.

## Descriere
142368 Majden este un asteroid din centura principală de asteroizi. A fost descoperit pe 14 septembrie 2002 la Observatorul Palomar de Robert D. Matson. Asteroidul prezintă o orbită caracterizată de o semiaxă mare de 2,29 ua, o excentricitate de 0,13 și o înclinație de 0,9° în raport cu ecliptica.